# エレクトロニックフラッシュ

フラッシュの発光アニメーション

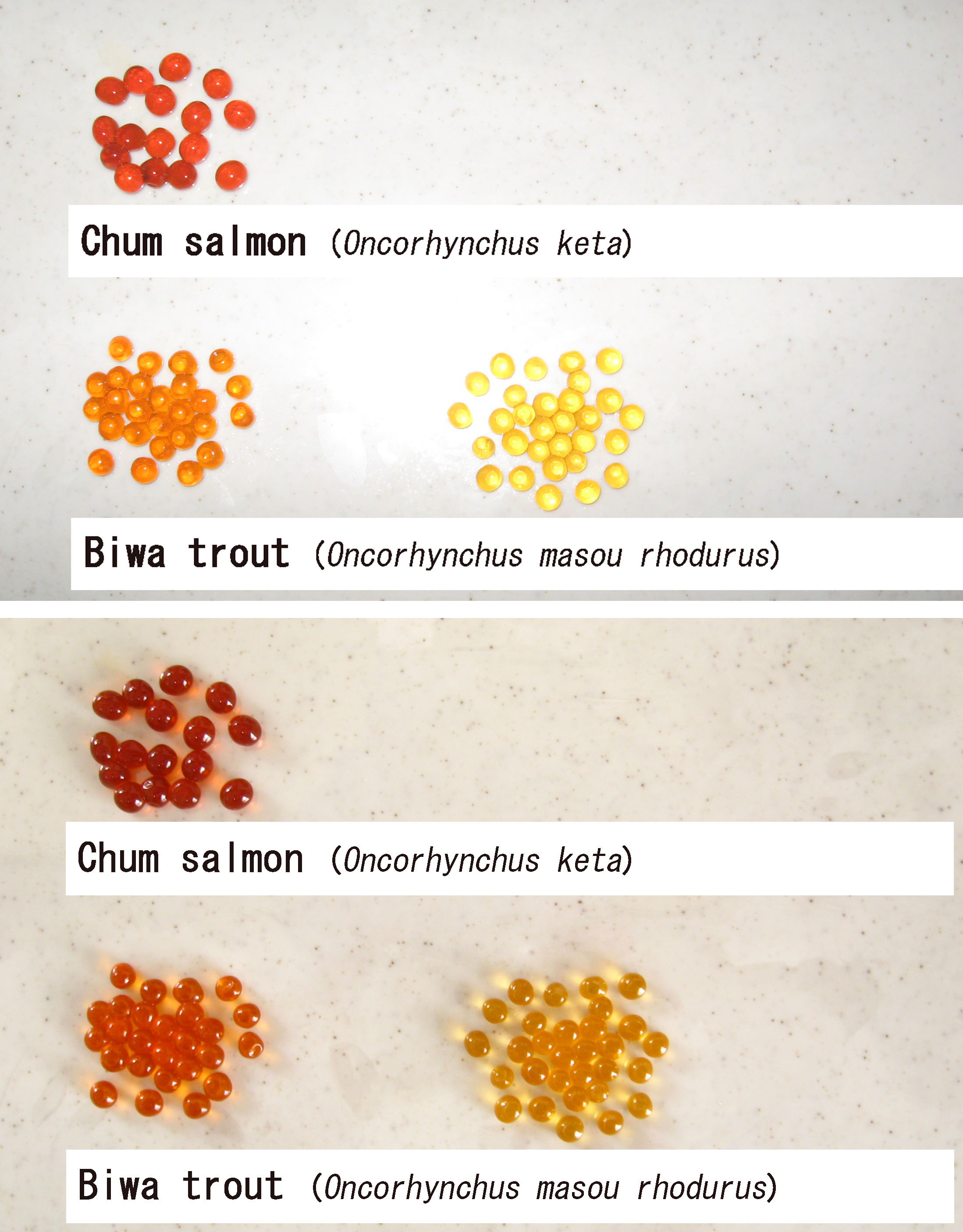
フラッシュによる効果の一例。

エレクトロニックフラッシュ（英: Electronic Flash）とは、主に写真撮影の際に使われる発光装置。発明以前に広く使われていたフラッシュバルブ（閃光電球）との区別のためこの名称となったが、その後フラッシュバルブが使用されなくなったため単に「フラッシュ」と略称されている場合が多い。
日本ではストロボとも呼ばれる。英語で"strobe"は、ストロボスコープを意味する"stroboscope"やそのための照明を意味する"strobe light"の短縮形で、普通名称である。アメリカ合衆国では、ストロボリサーチ社（Strobo Research Co. ）によって1950年に"Strob"（語尾に"O"も"E"も付かない）が商標登録されているが、1991年に権利期間が終了している。なお、商標登録は国毎に行われるものであり、商標登録されていない国では商標の使用は制限されない。日本においては、2013年（平成25年）現在では、エレクトロニックフラッシュについて「ストロボ」、「Strob」、「Strobe」のいずれも商標登録されていない。
メーカーによっては「スピードライト」などと呼称している場合がある。
英語圏では"Flash light"、または単に"Flash"もしくは"Strobe light"または単に"Strobe"と呼ぶことが多い。単発を"Flash light"と呼び、点滅を繰り返す場合を"Strobe light"と呼んで使い分けることもある。ただしアメリカなどでの"Flashlight"は、一般に懐中電灯のことを指す。
なお、フラッシュを使用すると被写体によっては撮影結果に大きな影響を及ぼすため、調査・研究資料としての記録写真には不向きなケースもある。右の魚卵の画像を参照されたい。上段がフラッシュを使用した画像であるが、使わない画像（現物を肉眼で見た状態に近い）と比べて色合いや質感の印象が大きく異なってしまっている。

## 発光原理

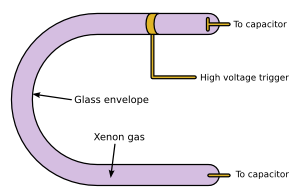
キセノン管の構造

1939年にマサチューセッツ工科大学教授であったハロルド・エジャートンによって実用化された。
一般的な写真撮影用では、キセノン(Xe)ガスを封入したガラス管の内部電極にコンデンサー充電されたアーク放電しない程度の高電圧を印加し、シャッターと連動させて外部トリガー電極に数千Vのトリガー電圧をかけることにより管内のガスをイオン化させ、急激にインピーダンスを低下させて放電させる事で、瞬間的にキセノンガスを発光させる、というのが基本的な仕組みである。電気的特性は半導体素子のサイリスタに似た特性を持つ。他に特殊用途用として管内ガスの種類が異なるものや、トリガー電圧のかけ方が異なる種類が存在する。
キセノンガス内で放電を行った場合、発光する光のスペクトル（波長の分布）は他のガスなどに比べ極めて太陽光に近いが、厳密な撮影では色（色温度）補正が必要となる。

## 種類

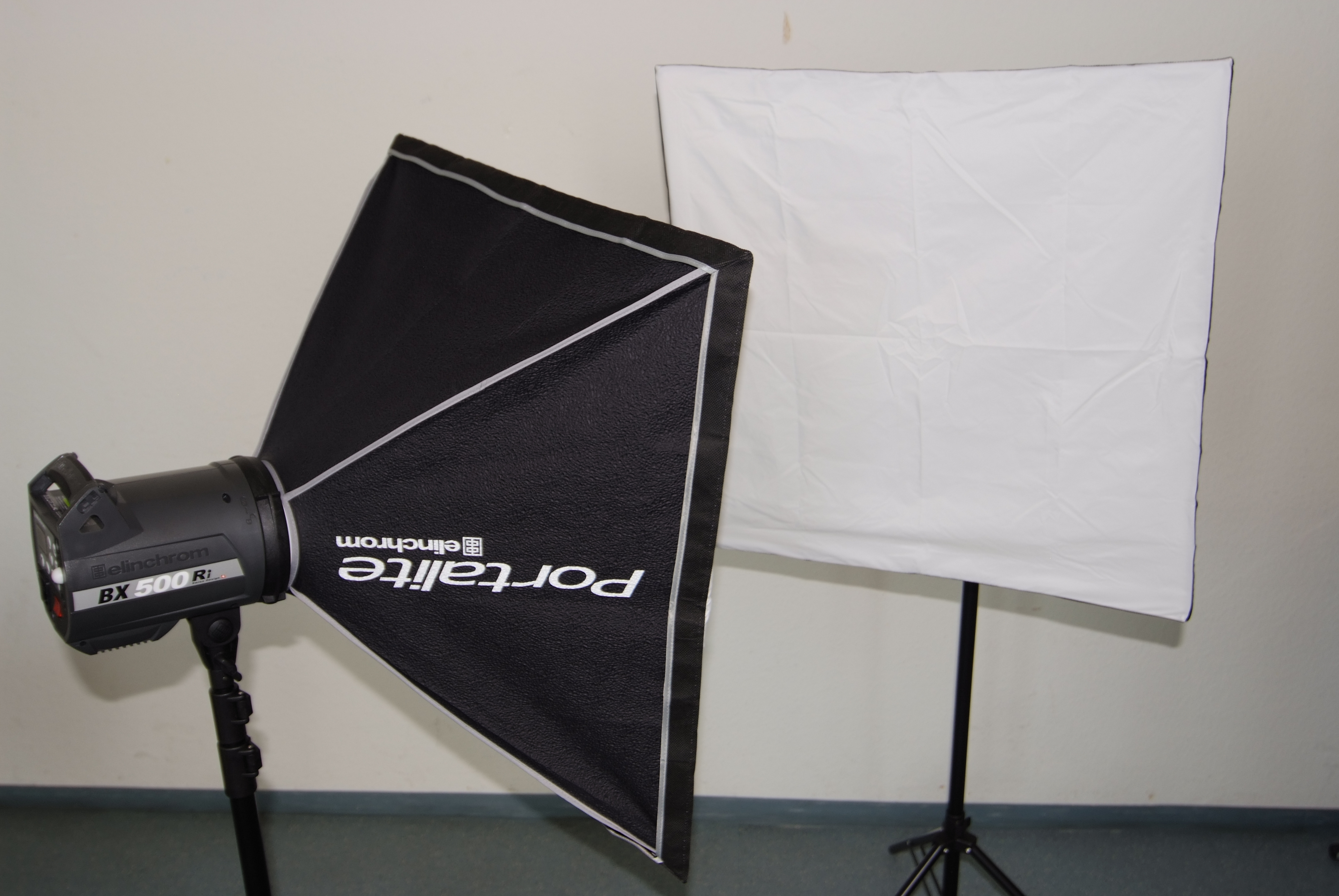
大型フラッシュ（elinchrom BXRi500）

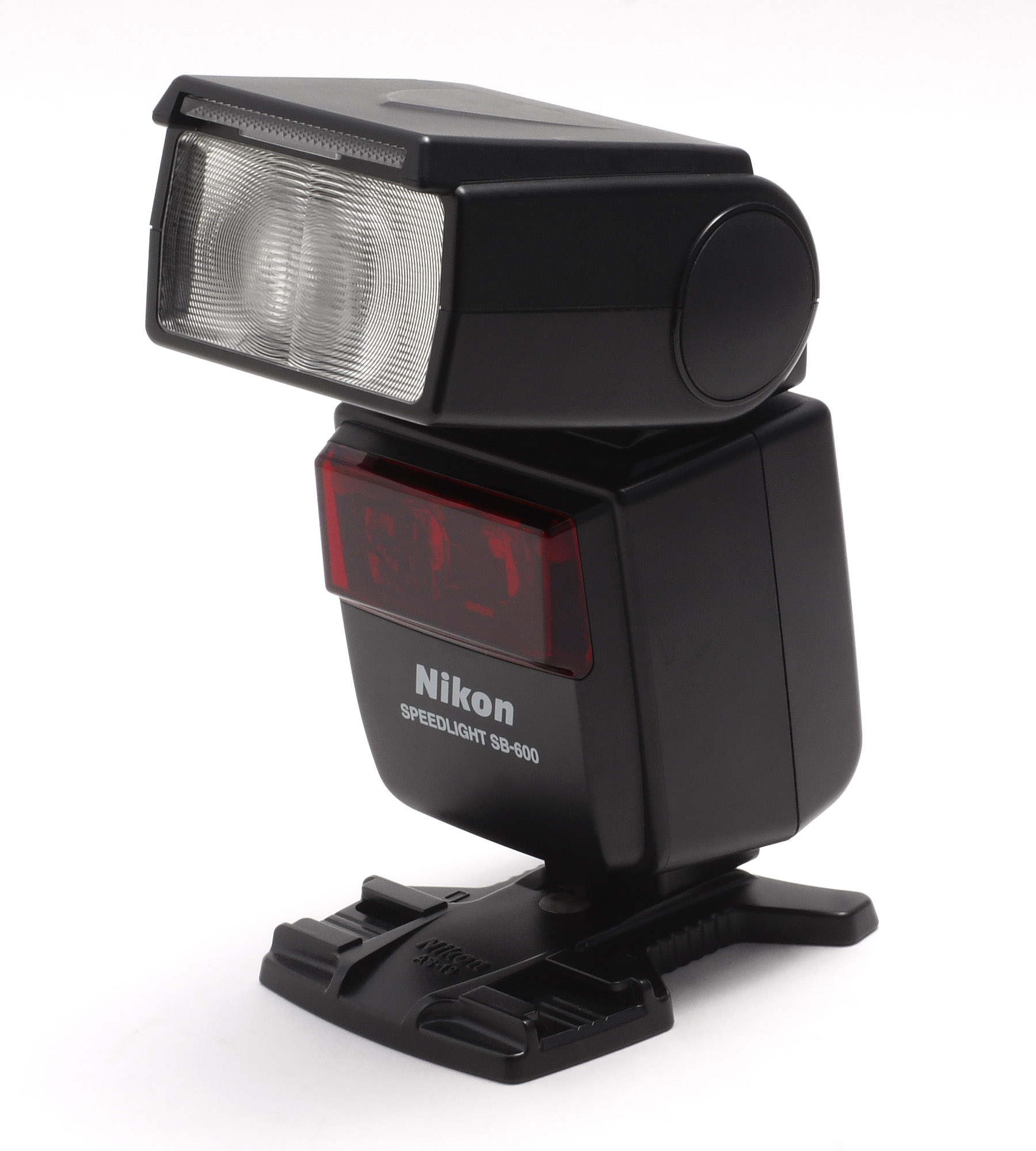
小型フラッシュ（Nikon SB600）

大まかに以下のように分けられる。

### 大型フラッシュ
主に写真スタジオで使用され、小型フラッシュの数倍から100倍程度の発光量がある。電源は商用電源が使われる。ポータブル型と据付型があるが中身は変わらない。電源部には発光部（ヘッド）を複数接続できるものもある。電源部と発光部が一体となったものは、モノブロック（MONOBLOC:BALCAR社の商標だったが日本およびフランスではこの名称が一般化している。英語圏では通常monolightと呼ばれる）と呼ばれる。
発光量を変える方式として、電圧可変方式と容量切替方式が存在する。小型フラッシュで主流である発光時間制御方式を併用する製品も存在する。
電圧可変方式は小型・低価格の製品で使われる方法で、電圧を変えて発光量を変える。発光時間と発光の色温度が変化することがある。一般に電圧が下がると、やや赤みを帯びる。光量を下げる場合、発光管に電圧がかかったスタンバイ状態から一回発光させる（空焚き）必要がある製品もある。
容量切替方式は回路が複雑になり製品も大型で高価なものとなるが、発光量を何時でも設定でき、空発光は不要であり、色温度の変化も少ないという特長がある。
専用の発光部は用途に合わせて、いろいろなタイプの放電管が用いられる。一般論として、放電管内の放電経路が長い程発光時間も長くなる。

### 小型フラッシュ
携帯性に優れている。カメラボディの三脚用ネジ穴等を使って専用アングルで留める「グリップストロボ」「グリップフラッシュ」と、カメラボディのホットシューに直付けする「クリップオンストロボ」「クリップオンフラッシュ」、レンズの前に装着する「マクロ用フラッシュ」がある。グリップタイプの方が大光量が得られるので報道用やスポーツ用に適していたが、現在ではストロボの高効率化、カメラとの通信による高機能化、カメラ自体のデジタル化による性能向上などもあり、可搬性の面などからもクリップオンタイプが大半である。基本的にはホットシューに直接接続するが、シンクロターミナル端子に専用ケーブルで接続するものもある。使用電源は乾電池（ニッケル・カドミウム蓄電池やニッケル・水素充電池も基本的に使用可能）を使用する製品が多いが、グリップ型フラッシュには積層電池を使用するものも存在していた。
マクロ用フラッシュは接写を主眼においたフラッシュで、ホットシューに接続しフラッシュを制御するコントローラー部と、レンズ先端部に取り付ける発光部で構成される。発光部をレンズ先端部に取り付けることで、フラッシュ発光による接写時の影の写りこみやケラレを回避できる。発光部は円形状のリングタイプと、2つ以上の小型発光部によって構成されるタイプに分けられる。コントローラー部では、発光部の光量調節や、複数の発光部の発光比率の調節が可能となっている。この形式の応用として、レンズそのものに発光部が組み込まれている製品もあった。

### 内蔵フラッシュ
カメラ自体に内蔵されているもの。小型のためあまり大光量が得られない（光が遠くまで届かないため、夜景の撮影には適していない）、また機種によっては本体の電源を急速に消費するが、カメラ自体の取り回しが容易。

### ストロボスコープ
一定間隔で発光が続くフラッシュ。

## 高機能化
小型フラッシュ、特にクリップオンタイプでは高機能化が著しい。以下、代表的な機能を挙げる。
自動調光機能（オートフラッシュ）
フラッシュ光を被写体に当てた際に返ってくる反射光を測定し、その測定値に応じて光量を自動的に設定することで発光量を調整する。初期のころは、フラッシュに内蔵された受光部によって測定する外光式オートが主流だったが、現在ではカメラ内のセンサーが直接フィルムやイメージセンサーに写る被写体像の明るさを測定するTTLオートが主流となっている。さらに最新型ではTTLオートの発展として、シャッターが切られる直前に一瞬発光を行い（プリ発光）、カメラで瞬時に測光して演算し、それに応じた光量で本発光を行なう方式が実用化されている。
ハイスピードシンクロ撮影（FP発光）
フォーカルプレーンシャッターを搭載したカメラで高速シャッター速度で撮影をする際、シャッタースリットが全画面を通過する間フラッシュを発光し続けることでフラッシュ同調を可能にする。
スローシンクロ
夜景など暗い背景に立つ人物などをフラッシュ撮影した場合、近くの人物はフラッシュ光で明るく写るものの、背景は暗いままで写ってしまう例がある。これを解消するために、主対象はプリ発光などのフラッシュ光、背景は定常光、と個別に測光して、遅めのシャッター速度を設定してフラッシュの調光を行なうことで、人物を適正な明るさとしながら夜景の自然な雰囲気を生かした仕上がりとなる。ただしシャッター速度が遅くなる（開く時間が長くなる）ことで同時に、手ぶれ（フラッシュ光だけが届いた被写体のみが止まり、他の全体がぶれる）や被写体ぶれ（人物の輪郭がぼやける）が発生する可能性も高まる。
後幕シンクロ
フォーカルプレーンシャッターのXシンクロ時間よりも遅いシャッター速度を使う際に、通常はシャッター先幕が全開した直後のタイミングでフラッシュ発光を行なうが、後幕が走行を始める直前に発光を行なうことを後幕シンクロという。長時間露光の際に、例えば自動車のテールランプの光跡を残した後に車体が写される、などの効果が得られる。これを一般的な先幕シンクロで撮影すると、光跡と車体が重なってしまう。
ワイヤレスフラッシュ/多灯フラッシュ
赤外線や電波による同時発光機能付きのフラッシュを使うことで、ケーブルを使わず本体とフラッシュを離してフラッシュ撮影を行なったり、複数のフラッシュを組み合わせて撮影したりすることができる。また、別のフラッシュが発光するとその光を検出して自身も発光する『スレーブ発光機能』を備えるフラッシュもある。この方式では、スレーブ発光させるフラッシュにその機能があれば、カメラに直接取り付けられているフラッシュはどのようなものでも良い。2007年現在ではシンクロ端子のないコンパクトカメラの内蔵フラッシュの発光に同調して発光させるため、小型フラッシュでもこの機能を備えている。スレーブ発光機能のないフラッシュでも、市販のスレーブユニットを装着すればスレーブ発光させる事が可能である。

## 使用方法
大型・小型を問わず、フラッシュ（点光源に近い）を被写体に向けて直に発光させるとくっきりとした影ができる。状況によってはこの影が不自然な印象を与える場合もあり、影をぼかす目的で発光部の直前にトレーシングペーパーなどを置いて光を拡散（ディフューズ）させたり、レフ板や壁・天井に光をいったん反射（バウンス）させたりして使用する。箱状のディフューザーや、スタジオ撮影ではフラッシュ光反射用のアンブレラ（傘）などを使用することもある。小型フラッシュに適したアクセサリーも、純正・また各社から発売されている。
なお、色のついた壁や天井にフラッシュ光をバウンスさせると反射光の色温度や色調が変化し、撮影者の狙った状態からずれてしまうことがある。そのような現象を避けたい場合は、発光部やカメラのレンズ前にフィルターを装着して色温度や色調を補正することも行われる。

## 禁忌
次のような事例では、使用してはならない。
- 被写体や第三者、場合によっては撮影者自身にも危害が及ぶ場合
  - 夜間や地下など、鉄道車両や自動車に対する発光 - 信号機や保安装置などに影響を及ぼすほか、運転士・運転手の視力や注意力が一時的に奪われるため、保安上大きな問題がある。多くの鉄道事業者では禁止事項とされており、発光を巡ってトラブルになった事例もある[11][12]。
（鉄道撮影#フラッシュ撮影も参照）
  - 競馬場のパドックにおける発光 - 競走馬が暴れ出す危険性があるため[14]。
- 使用が禁じられている場所
  - 美術館・博物館 - 発光により展示物が劣化する危険性がある。
  - 動物園・水族館 - 展示生物類、及び他の見学者に対する影響の危険性がある。そのほかペット・家畜や野生動物に対するフラッシュの使用も慎重に考える必要がある。
  - 劇場 - 演出効果を損なう。ただし意図的に許可される場合もある。
  - 映画・テレビドラマなど映像作品の撮影現場 - 知識のない取材者や見学者が写真を撮影し、フラッシュが光ってしまった場合、そのショットは使えなくなる。
  - 科学観測に関わるもの - 発光や放電が計測部に影響を与えることがある。施設等の見学時には掲示や係員の指示に従うこと。
  - 変電・送電・受電設備といった電気工作物の近傍 - 電気事故発生時の放電を検出する保護装置を誤作動させる恐れがある[16]。

現在のデジタルカメラなどはシャッター速度は関係なく暗所に強いため蛍光灯下も撮影しやすく確認も出来る。さらに夜間のイベント（盆踊り・夜間のスポーツなどのほか、パフォーマンスなどの芸当など）においても演技者の妨害となる恐れがあるので使用は控えたほうが良いとされ、この場合は写りの悪さを犠牲にしても最高感度を使うなどの配慮が必要である。
テレビなどでは、視聴者に光過敏性発作を与える可能性があるので、現在一秒間に3回以上の強いフラッシュはガイドライン違反になるというガイドラインが制定された。

## 主なメーカー
大型フラッシュ
- コメット
- プロペット
- サンスターストロボ
- ミニテクノ（ミニカムの事業を継承）
- プロフォト
- ブロンカラー
- ワイドトレードTOKISTARのブランド名で販売
- オーロラ ライトバンクジャパン
- godox

小型フラッシュ
各カメラメーカーが純正オプションとして発売しているほか、フラッシュをメインに扱うメーカーがいくつかある。
- シグマ - 自社カメラ向けだけでなく、他社カメラ向け製品も扱っている。
- サンパック
- メッツ - 日本ではケンコーが代理店となっている。
- godox- 日本ではケンコーが代理店となっている。
- ニッシンジャパン
- パナソニック ライティングデバイス - 以前は大型フラッシュや、ストロボスコープも製造していた。
- yongnuo
- Neewer

すでに存在しないメーカー
- バルカー - 参考

- カコストロボ - 小型から大型まで、また露出計なども製造していた。

ストロボスコープ
- 菅原研究所

## 写真撮影以外の用途
- 航空障害灯
- 進入灯
- イルミネーション
- ライトアップ
- 緊急自動車の警告灯